# پدری بود
پدری بود (به ژاپنی: 父ありき) فیلمی در ژانر درام به کارگردانی یاسوجیرو ازو است که در سال ۱۹۴۲ اکران شد. از بازیگران آن می‌توان به میتسوکو میتو، چیشو ریو و شین سابورای اشاره کرد. یاسوجیرو ازو پیش‌نویس این فیلم را قبل از رفتن به چین در سال ۱۹۳۷ نوشت. در بازگشت به ژاپن، او آن را دوباره نوشت.